# Qara Bagh (distrikt i Kabul)
Qara Bagh är ett distrikt i Afghanistan. Det ligger i provinsen Kabul, i den nordöstra delen av landet, 40 kilometer norr om huvudstaden Kabul. Administrativ huvudort är Qara Bagh.
Distriktet beräknades år 2022 ha cirka 89 000 invånare.